# Lumières noires
Cet article concerne le film documentaire français de Bob Swaim réalisé en 2006. Pour le recueil de nouvelles de N. K. Jemisin, voir Lumières noires.
Pour plus de détails, voir Fiche technique et Distribution.
Lumières noires  est un documentaire français réalisé par Bob Swaim, sorti en 2006.

## Synopsis
En septembre 1956, à la Sorbonne, s'est tenu trois jours durant le premier Congrès des écrivains et artistes noirs. Aimé Césaire, Alioune Diop, Léopold Sédar Senghor, Richard Wright ou Frantz Fanon y ont notamment côtoyé Jean-Paul Sartre, Claude Lévi-Strauss, René Depestre, Édouard Glissant ou James Baldwin. Le réalisateur américain Bob Swaim revient sur les circonstances de la tenue de ce colloque et explique pourquoi les grandes puissances de l'époque ont tout fait pour le perturber, en dénigrer les conclusions et en étouffer la portée.

## Fiche technique
- Réalisation : Bob Swaim
- Production : Entracte Productions
- Scénario : Bob Swaim, Sebastian Danchin
- Photographie : David Chambille
- Musique : Jean-Jacques Milteau, Manu Galvin, Sébastian Danchin
- Montage : Mohammed A. Trabelsi
- Son : Stephen Busk, Antoine Deflandre, Thomas Perlmutter